# 石井久吾
石井 久吾（いしい きゅうご、1947年 - 2016年3月25日 ）は、日本の鑑定士。千葉県生まれ。横山大観の孫弟子。有限会社古汲洞の代表。

## 人物
千葉県立大多喜高等学校在学中は美術教師の渡邉包夫に師事。卒業後、1975年に東京都文京区千駄木に書画専門店「古汲洞」を開店する。五感を駆使した幅広い見解で鑑定を行い、鑑識眼は、古書画から、日本画、洋画にまで及び、無名の物でも自身の美意識で作家、作品に照らし合わせる姿勢で、後に有名になった作家も数多い。1994年4月19日に『開運!なんでも鑑定団』（テレビ東京系）に鑑定士としてレギュラー出演し、2000年2月まで6年間出演した。講演のかたわら、「税務当局」や「金融機関」からの依頼を受け財産価値の評価鑑定まで行う。趣味は、古寺探訪、自然散策、釣り。

## 鑑定団以外の出演番組
- うたばん（TBS）